# PATAC
Pan-Asia Technical Automotive Center (ou PATAC) é uma joint venture entre a General Motors e a Shanghai Automotive Industry Corporation. Trata-se de um centro de design e engenharia em Xangai, China, o qual se encontra envolvido no desenvolvimento de vários produtos da GM.
Não confundir com a GM China Advanced Technical Center (ATC), também localizada em Xangai e da propriedade da GM.